# Jagged Alliance 3
Jagged Alliance 3 – strategiczna gra turowa stworzona przez bułgarskie studio Haemimont Games i wydana 14 lipca 2023 roku na platformie Microsoft Windows przez THQ Nordic. Gra wchodzi w skład serii Jagged Alliance i  jest trzecią częścią po Jagged Alliance 2 z 1999 roku (nie licząc gier pobocznych).
Gra zebrała pozytywne recenzje w mediach branżowych.

## Rozgrywka
Akcja Jagged Alliance 3 została podzielona na dwa etapy. Pierwszym z nich jest mapa świata składająca się z kwadratów, z których każdy stanowi osobną lokalizację, a gracz wybiera, gdzie chce się udać. Drugim jest widok taktyczny, w którym akcja gry przedstawiona jest w rzucie izometrycznym. W nim gracz kontroluje grupę wcześniej wybranych najemników, z których każdy ma inne umiejętności i statystyki. Podczas walki z innymi żołnierzami rozgrywka przechodzi w tryb turowy. W grze dostępny jest także tryb współpracy.

## Odbiór
Gra spotkała się z pozytywnym odbiorem recenzentów, uzyskując średnią wynoszącą 82/100 punktów według serwisu Metacritic.
Wielu recenzentów chwaliło kampanię. Dominic Tarason z czasopisma „PC Gamer” zauważył, że kampania jest długa, a jej struktura nie jest liniowa. Wraz z upływem czasu agresja przeciwników zwiększa się i gracz zostaje wciągany w dodatkowe potyczki. Zdaniem Leany Hafer z IGN zawsze jest coś do zrobienia, a prawie każde miasto zawiera zadania poboczne. W swojej recenzji dla serwisu Shacknews TJ Denzer podkreślił wysoką jakość gry. Gracz ma swobodę zarówno przy wyborze najemników, jak i podczas przechodzenia zadań, co stwarza możliwość przejścia gry na różne sposoby.
Mapa świata była często opisywana w dobrych barwach. Zdaniem Tarasona jednym z elementów rozgrywki, w którym gra znacznie przewyższa swoich poprzedników, jest mapa świata. Każdy kwadrat na mapie to specjalnie przygotowane pole bitwy, często z podziemnymi obszarami i skrytkami z łupami do znalezienia. Grand Chien przypomina kraj, a nie tylko abstrakcyjne kafelki. W opinii Hafer Jagged Alliance 3 wyróżnia się na tle wielu gier taktycznych, zawierając imponującą mapę świata. Każdy jej fragment jest atrakcyjny i czytelny, z doskonałym wykorzystaniem kolorów i oświetlenia.